# 嘉永 (大理)
嘉永（1122年—1128年）是大理国皇帝段正严的第三個年号，共計7年。
年號名稱，雲南文獻記載年號為「永嘉」，只有王崧《道光雲南志鈔》作「嘉永」，李兆洛《紀元編》注云「一作文嘉」。根據通海白塔心出土的火葬墓碑碑文《弘農氏慈母□□□之碑》可知，年號是「嘉永」。
起訖年，方詩銘、李崇智、段玉明、李家瑞作？－1128年，王雲、黃德榮作1122年－1128年。

## 出處
- 倪輅《南詔野史》：「宋徽宗大觀二年（1108），改元日新，又改元文治。……」
- 胡蔚《增訂南詔野史》：「宋徽宗戊子大觀二年（1108）即位。明年（1109），改元日新，又改元文治、永嘉、保天、廣運。……高宗丁卯紹興十七年（1147），王老，因諸子內爭外叛、遂禪位為僧，在位三十九年。」
- 王崧《雲南備徵志》：「宋大觀二年（1108）即位，改元日新。……三年（即位第三年，1110），改元文治。……禪位為僧，在位四十年。」
- 諸葛元聲《滇史》：「段氏十六世正嚴，以宋徽宗大觀二年戊子（1108）立，改元日新。庚寅（1110），改元文治。……正嚴于壬寅年（1122）改元永嘉。己酉（1129），改元保天。……戊午（1138），正嚴又改元廣運。丁卯（1147），避位為僧，在位凡四十年。」
- 李京《雲南志略》：「子政嚴立，改元日改（陶宗儀《說郛》作日新）、文治、永嘉、天保、廣運。在位四十年。」
- 楊慎《滇載記》：「正嚴以宋徽宗大觀二年（1108）立，四十年，改元四，曰日新、永嘉、保天、廣運。」
- 馮蘇《滇考》：「徽宗大觀二年（1108）子正嚴嗣，改元日新、文治、永嘉、保天、廣運。……立四十年，避位為僧。」
- 《白古通記淺述》：「正嚴立四十年。」
- 《弘農氏慈母□□□之碑》：「二月七日身死，弘農氏慈母□□□之碑，嘉永五年□□□□□□。」[8]
- 上海博物館藏《阿嵯耶觀音像》：「□及支祈福，且利時□，嘉永歲次丁未，攝政楊氏恩壽，立字金像觀音造□□。」[9]

## 紀年對照表
| 嘉永 | 元年   | 二年   | 三年   | 四年   | 五年   | 六年   | 七年   |
| ---- | ------ | ------ | ------ | ------ | ------ | ------ | ------ |
| 公元 | 1122年 | 1123年 | 1124年 | 1125年 | 1126年 | 1127年 | 1128年 |
| 干支 | 壬寅   | 癸卯   | 甲辰   | 乙巳   | 丙午   | 丁未   | 戊申   |

## 同期存在的其他政權年號
- 中國
  - 宣和（1119年－1125年）：宋－宋徽宗趙佶之年號
  - 靖康（1126年－1127年）：宋－宋欽宗趙桓之年號
  - 建炎（1127年－1130年）：宋－宋高宗趙構之年號
  - 保大（1121年－1125年）：遼－遼天祚帝耶律延禧之年號
  - 建福（1122年）：北遼—遼宣宗耶律淳之年號
  - 德興（1122年）：北遼—德妃蕭普賢女之年號
  - 神曆（1123年）：西北遼—梁王耶律雅里之年號
  - 延慶（1124年－1133年）：西遼－遼德宗耶律大石之年號
  - 天輔（1117年－1123年）：金－金太祖完顏阿骨打之年號
  - 天會（1123年－1137年）：金－金太宗完顏晟、金熙宗完顏亶之年號
  - 元德（1119年－1127年）：西夏－夏崇宗李乾順之年號
  - 正德（1127年－1134年）：西夏－夏崇宗李乾順之年號
  - 大德（1135年－1139年）：西夏－夏崇宗李乾順之年號
- 越南
  - 天符睿武（1120年－1126年）：李朝－李乾德之年號
  - 天符慶壽（1127年）：李朝－李乾德之年號
  - 天順（1128年－1132年）：李朝－李陽煥之年號
- 日本
  - 保安（1120年－1124年）：鳥羽天皇與崇德天皇之年號
  - 天治（1124年－1126年）：崇德天皇之年號
  - 大治（1126年－1131年）：崇德天皇之年號